# Stenogrammitis guatemalensis
Stenogrammitis guatemalensis är en stensöteväxtart som beskrevs av Paulo Henrique Labiak. Stenogrammitis guatemalensis ingår i släktet Stenogrammitis och familjen Polypodiaceae. Inga underarter finns listade.